# Годегизел
Годегизел (Godegisel, * 443; † 501) е под-крал в Бургундия през 473 – 501 г. с резиденция в Женева.

## Произход и управление
Той е син на крал Гундиох († 473) и племенник на крал Хилперих I († 480). Брат е на Гундобад, Хилперих II и Годомар I.
Годегизел става крал заедно с неговите братя след смъртта на чичо му Хилперих I през 480 г. По-късно братятата си разделят Кралство Бургундия. Годегизел получава терититорията със столица Женева.
Годегизел е възпитател и чичо на Клотилда, съпругата на краля на франките Хлодвиг I. Той се опитва, чрез договаряне с Хлодвиг, да стане владетел на цяла Бургундия и да отстрани брат си Гундобад. Гундобад преди това превзема останалата Бургундия след смъртта на третия брат Хилперих II († 493). Хлодвиг се съгласява, ако му се плаща годишно трибут, и през 500 г. те побеждават Гундобад в Дижон. Гундобад обаче успява да избяга в Авиньон и през 501 г. си завлядява териториите обратно вероятно с помощта на вестготите. След това той убива Годегизел във Виен и поставя на трона на неговото място своя син Зигизмунд.